# Oskar Bulle

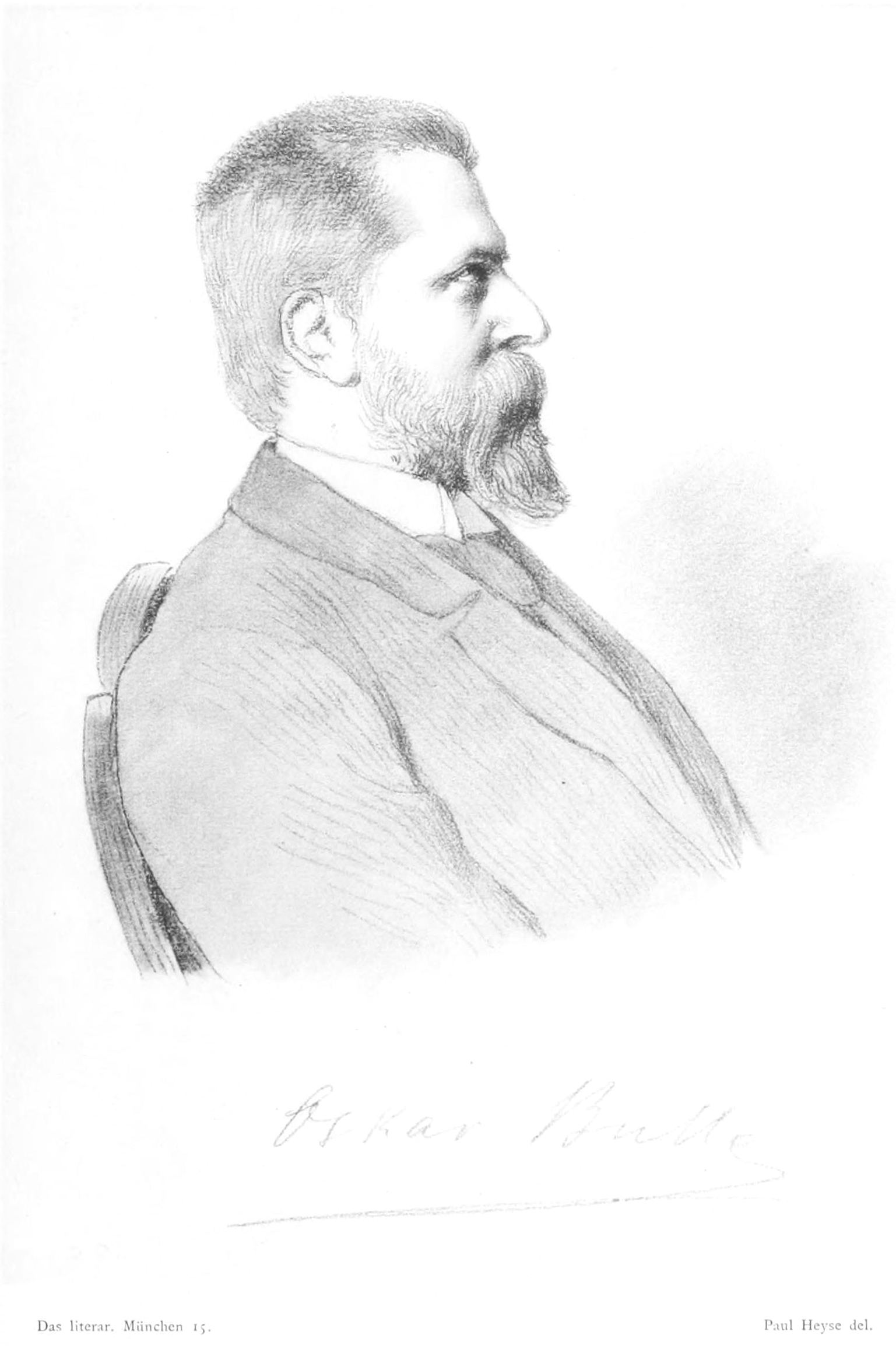
Oskar Bulle gezeichnet von Paul Heyse

Oskar Bulle (* 14. August 1857 in Lehesten (Sachsen-Meiningen); † 24. Dezember 1917 in Weimar) war ein deutscher Schriftsteller, Germanist, Italianist und Lexikograf.

## Leben und Werk
Bulle, der Sohn eines Pfarrers, wurde während seines Studiums in Jena 1876 Mitglied der Turnerschaft Salia Jena. Er wurde zum Dr. phil. promoviert. Er lebte von 1889 bis 1897 als unabhängiger Schriftsteller in Florenz. Er heiratete dort die Malerin und spätere Übersetzerin Elisa Rigutini (* 1859), Tochter des Lexikografen Giuseppe Rigutini, und erarbeitete mit seinem Schwiegervater ein umfangreiches deutsch-italienisches und italienisch-deutsches Wörterbuch. Dann war er Herausgeber der wissenschaftlichen Beilage der Allgemeine Zeitung in München. Von 1910 bis zu seinem plötzlichen Tod 1917 in Weimar fungierte er (in der Nachfolge von Hans Hoffmann) als Generalsekretär der Deutschen Schillerstiftung (Nachfolger: Heinrich Lilienfein). Seine Tochter Julie/Giulietta (1891–1968) heiratete 1914 den Germanisten Paul Kluckhohn. Bulle trug den Professorentitel.

## Werke
- Die Schwester, Leipzig 1888.
- Der Prinz von Galliera, Leipzig 1889.
- (Übersetzer) Carl August Schneegans, La Sicilia nella natura, nella storia, e nella vita, Florenz, Barbèra, 1890; Palermo, Giada, 1990.
- Dante's Beatrice im Leben und in der Dichtung, Berlin, Hüttig, 1890 („Meiner lieben Frau Elisa, Florenz 1890“).
- Die italienische Einheitsidee in ihrer literarischen Entwicklung von Parini bis Manzoni, Berlin, Hüttig, 1893.
- (mit Giuseppe Rigutini) Nuovo dizionario italiano-tedesco e tedesco italiano / Neues italienisch-deutsches und deutsch-italienisches Wörterbuch, 2 Bde., Leipzig/Mailand, Tauchnitz/Hoepli, 1896–1900; 6. Auflage, 1920; Leipzig, Tauchnitz, 1939; Nachdruck, Mailand/Bologna, Hoepli/Zanichelli, 1981.
- Die Verkünder des deutschen Idealismus, Berlin, Ullstein, 1916.